# Transylvania Open
Transylvania Open je profesionální tenisový turnaj žen hraný v rumunské Kluži, největším městě Sedmihradska. Založen byl v roce 2021. Na okruhu WTA Tour představuje součást kategorie WTA 250. Dějištěm se stala BTarena s kapacitou centrálního dvorce 10 tisíc diváků.
Turnaj byl založen během pandemie covidu-19 v roce 2021, kdy byl okruh výrazně modifikován. V dané sezóně navázal na antukový Winners Open, hraný také v Kluži. V sezóně 2022 již představoval jediný rumunský turnaj na túře WTA, a tento primát si udržel i v letech 2023 a 2024. Původně se konal v závěru sezóny. Z říjnového termínu na únor byl přesunut v roce 2024. Do dvouhry nastupuje třicet dva singlistek a čtyřhry se účastní šestnáct párů.
V sezónách 2022 a 2023 Transylvania Open tenistky zvolily Turnajem roku v kategorii WTA 250.

## Přehled finále

### Dvouhra
| Rok  | vítězka               | finalistka             | výsledek      |
| ---- | --------------------- | ---------------------- | ------------- |
| 2021 | Anett Kontaveitová    | Simona Halepová        | 6–2, 6–3      |
| 2022 | Anna Blinkovová       | Jasmine Paoliniová     | 6–2, 3–6, 6–2 |
| 2023 | Tamara Korpatschová   | Elena-Gabriela Ruseová | 6–3, 6–4      |
| 2024 | Karolína Plíšková     | Ana Bogdanová          | 6–4, 6–3      |
| 2025 | Anastasija Potapovová | Lucia Bronzettiová     | 4–6, 6–1, 6–2 |

### Čtyřhra
| Rok  | vítězky                                | finalistky                                        | výsledek         |
| ---- | -------------------------------------- | ------------------------------------------------- | ---------------- |
| 2021 | Irina Baraová Jekatěrine Gorgodzeová   | Aleksandra Krunićová Lesley Pattinama Kerkhoveová | 4–6, 6–1, [11–9] |
| 2022 | Kirsten Flipkensová Laura Siegemundová | Kamilla Rachimovová Jana Sizikovová               | 6–3, 7–5         |
| 2023 | Jodie Burrageová Jil Teichmannová      | Léolia Jeanjeanová Valerija Strachovová           | 6–1, 6–4         |
| 2024 | Caty McNallyová Asia Muhammadová       | Harriet Dartová Tereza Mihalíková                 | 6–3, 6–4         |
| 2025 | Magali Kempenová Anna Sisková          | Jaqueline Cristianová Angelica Moratelliová       | 6–3, 6–1         |
| 2025 | Magali Kempenová Anna Sisková          | Jaqueline Cristianová Angelica Moratelliová       | 6–3, 6–1         |

## Galerie

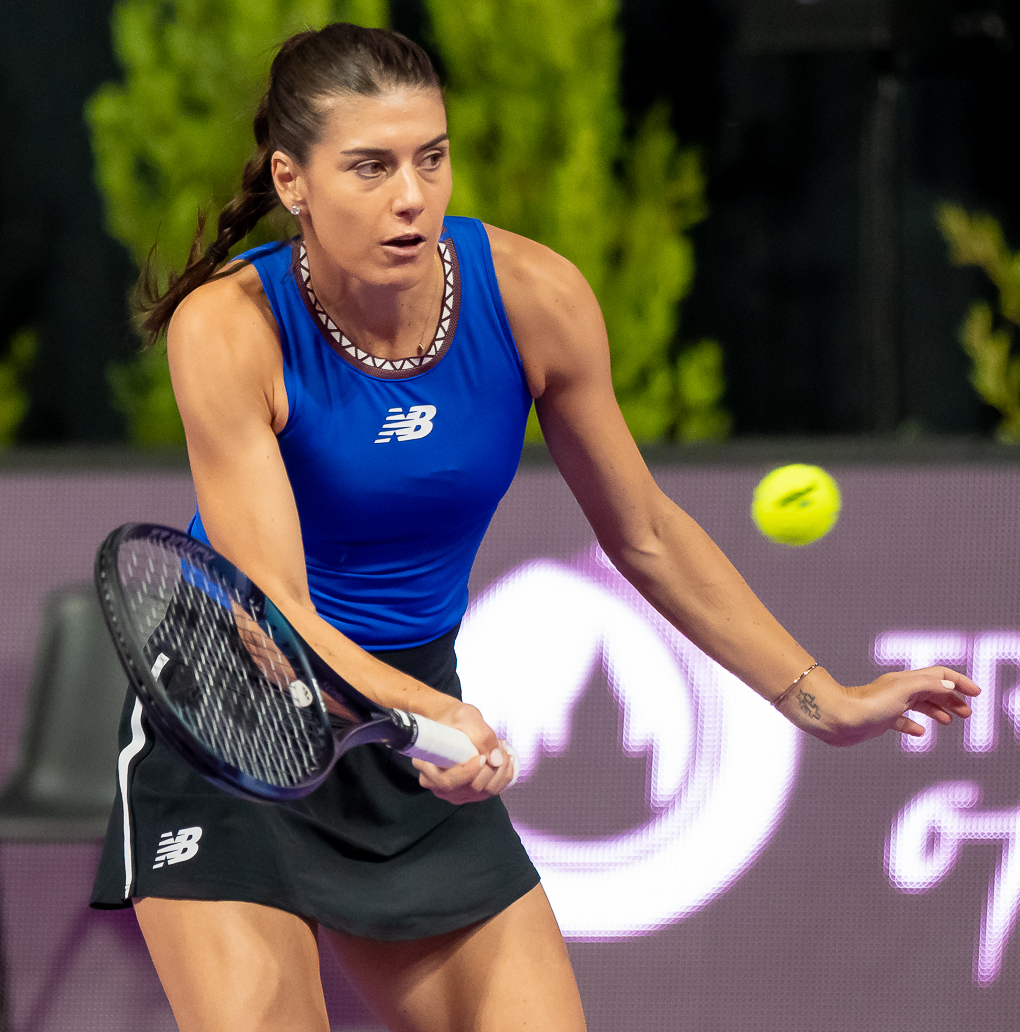
Sorana Cîrsteaová
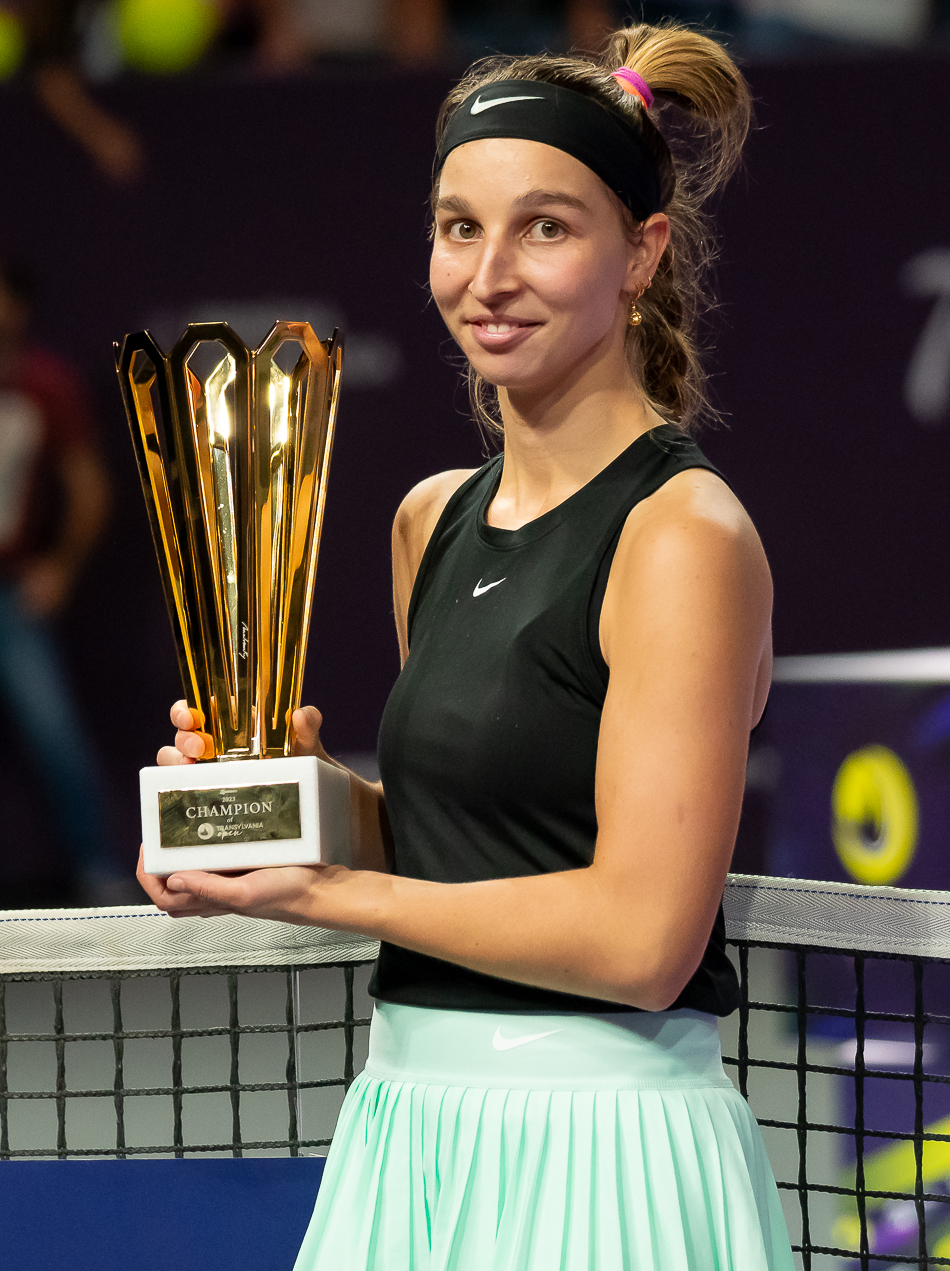
Tamara Korpatschová
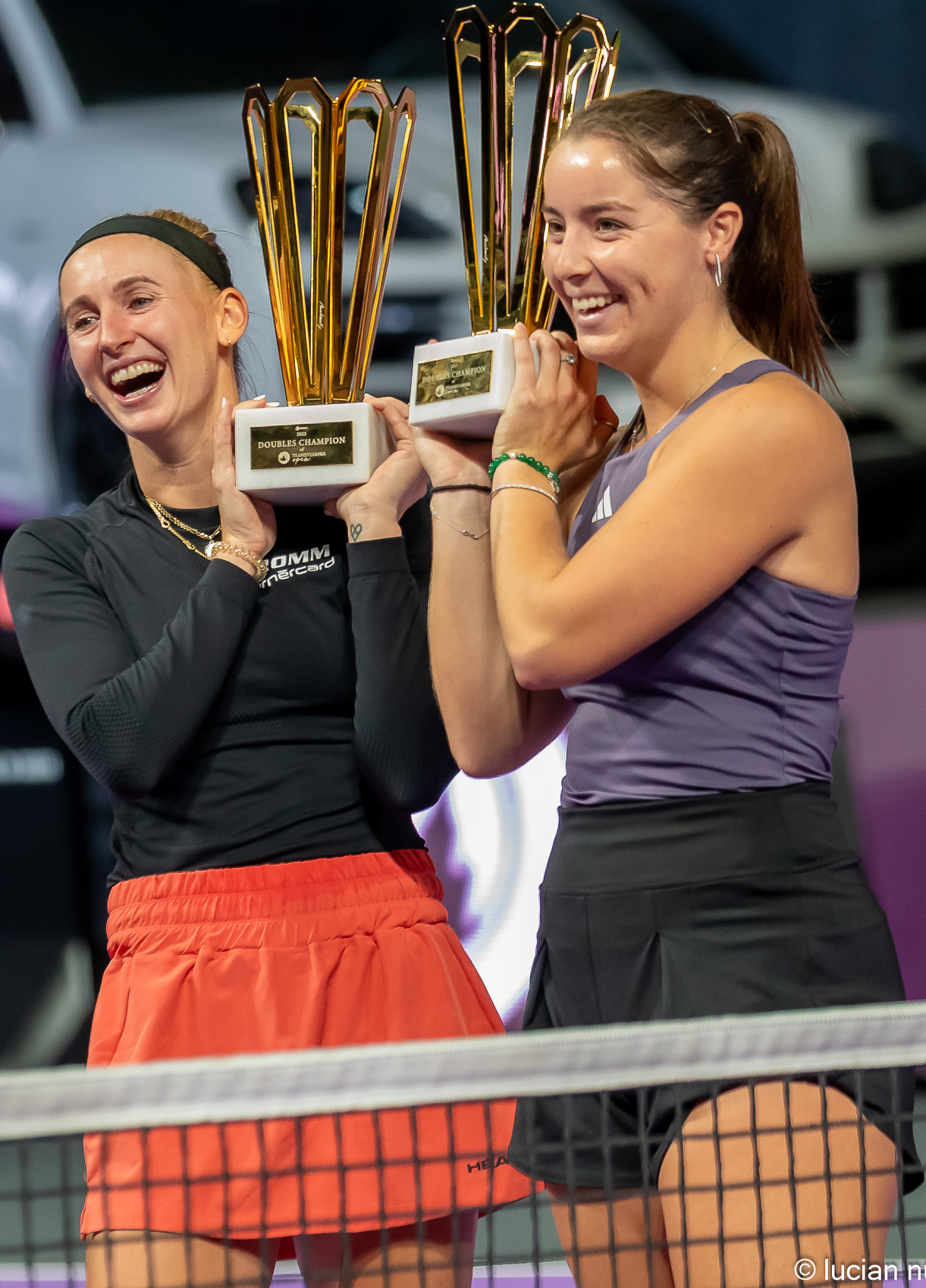
Teichmannová s Burrageovou
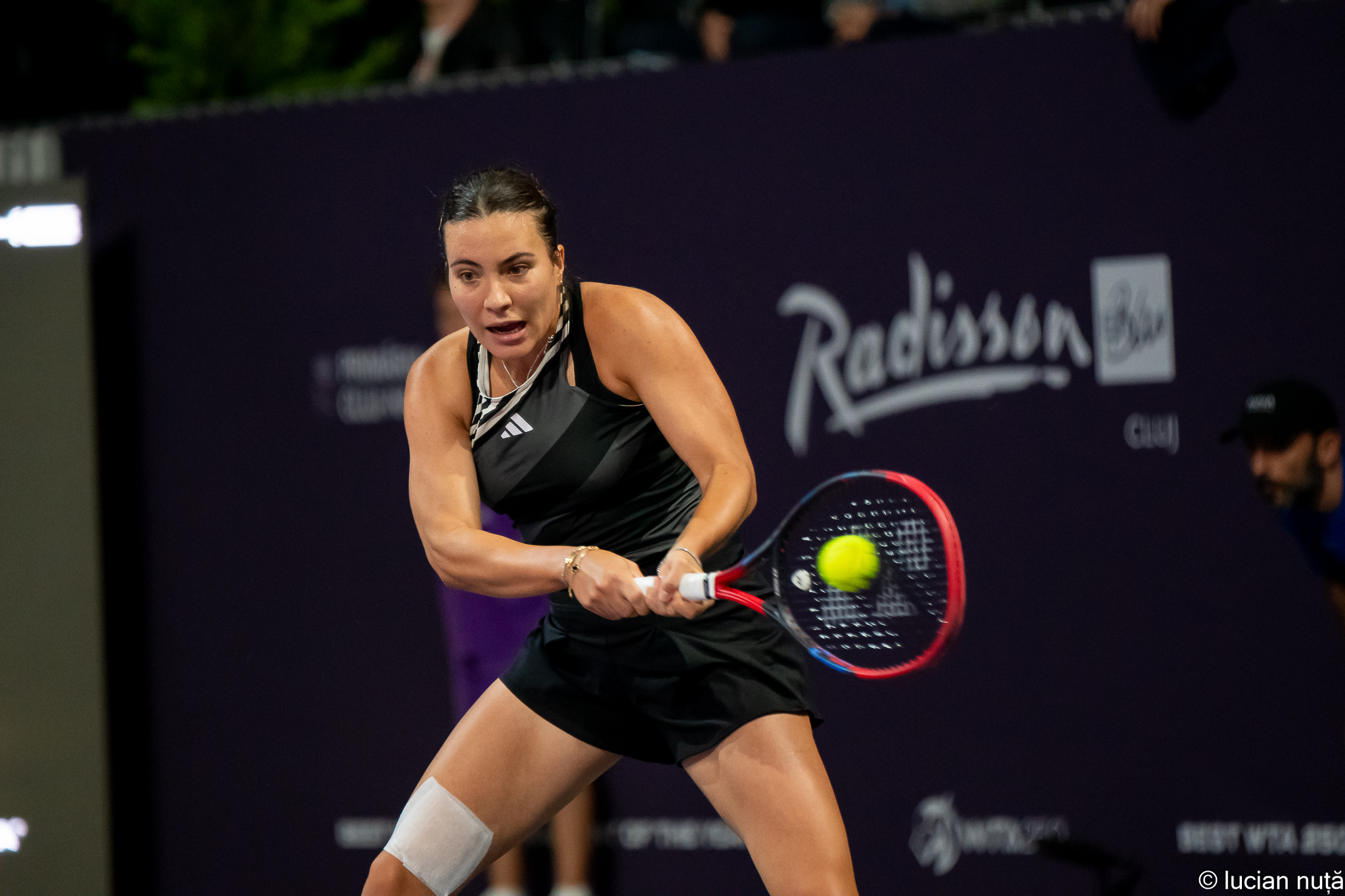
Elena-Gabriela Ruseová
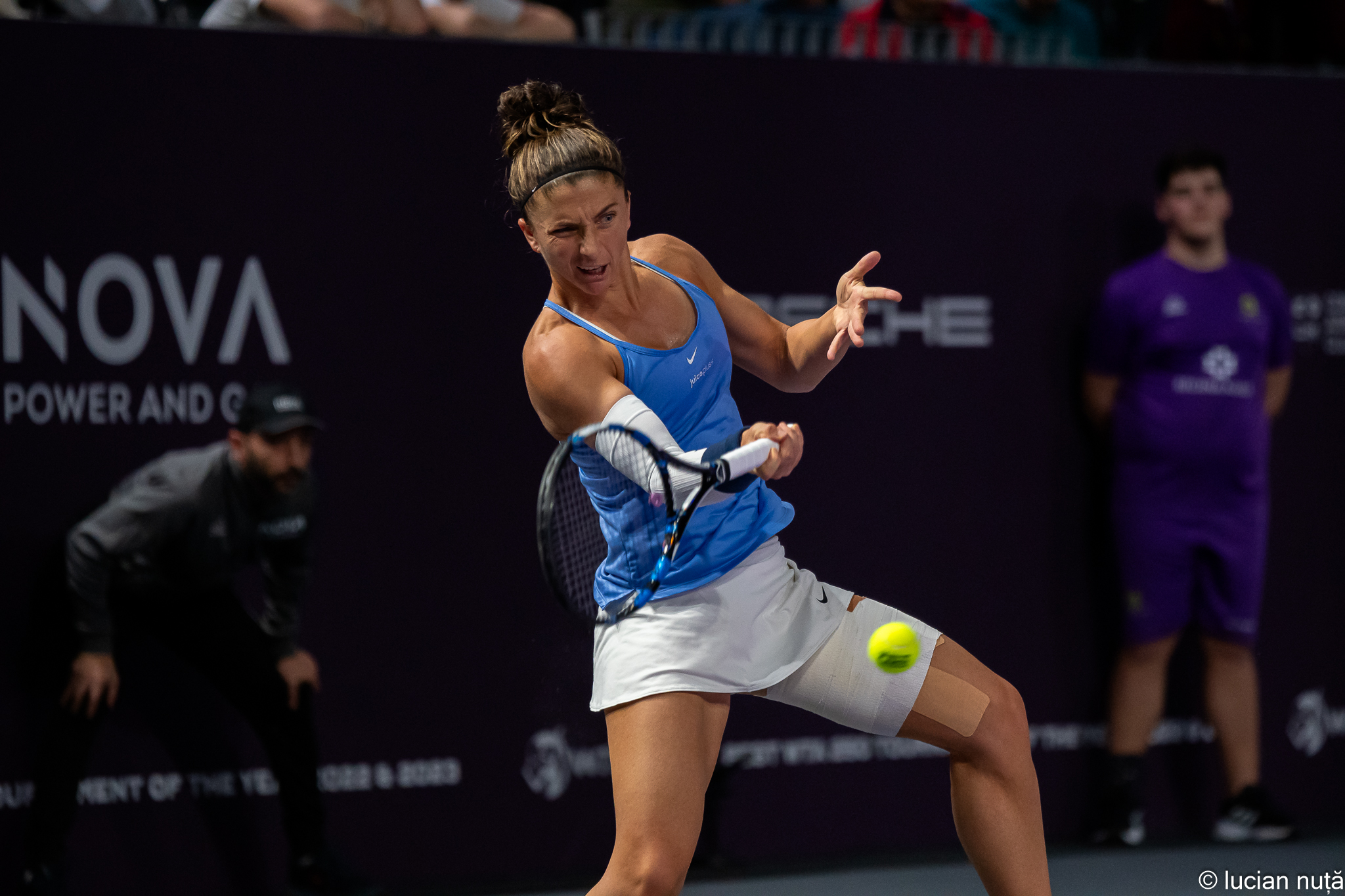
Sara Erraniová
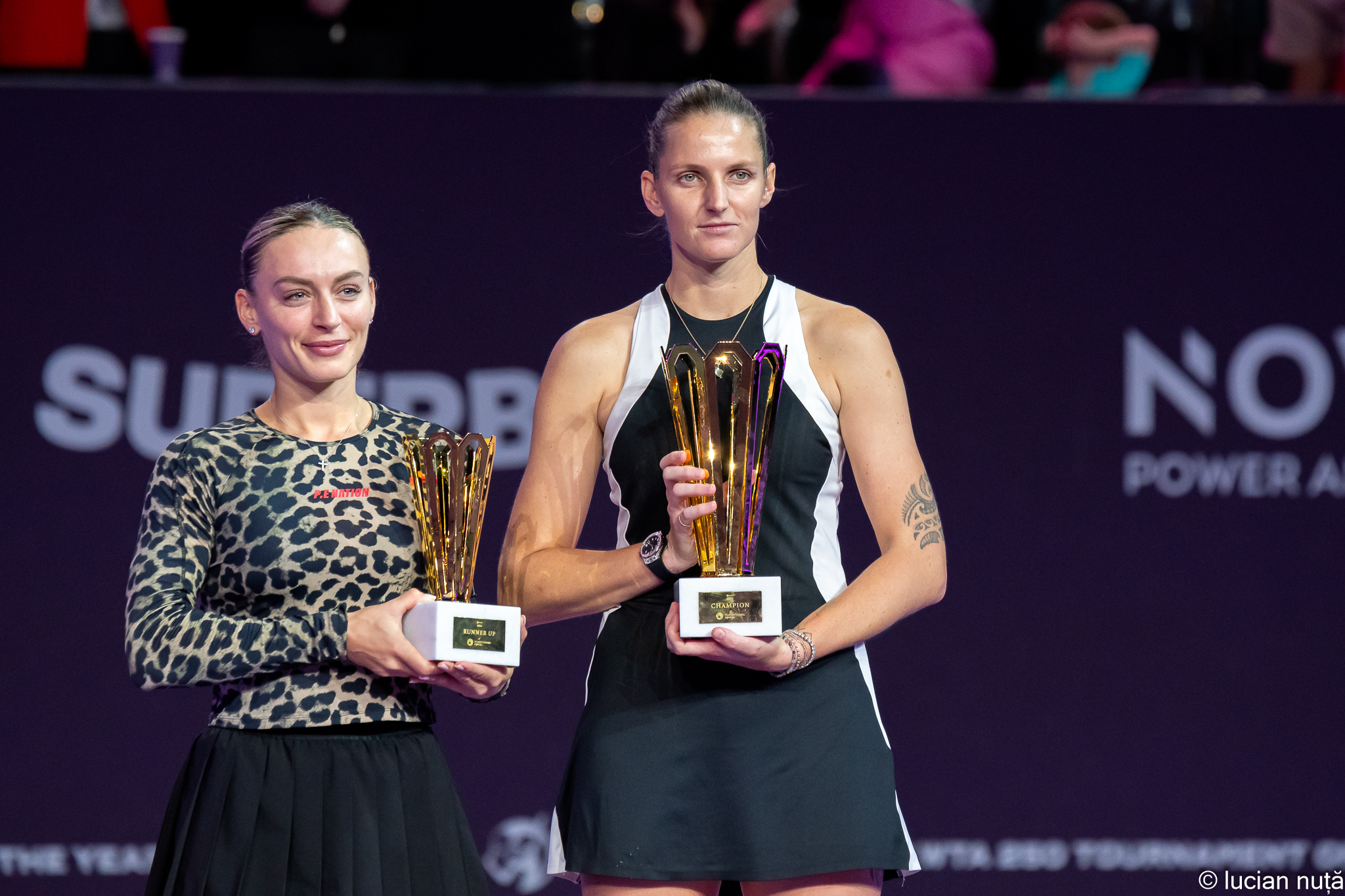
Ana Bogdanová a Karolína Plíšková
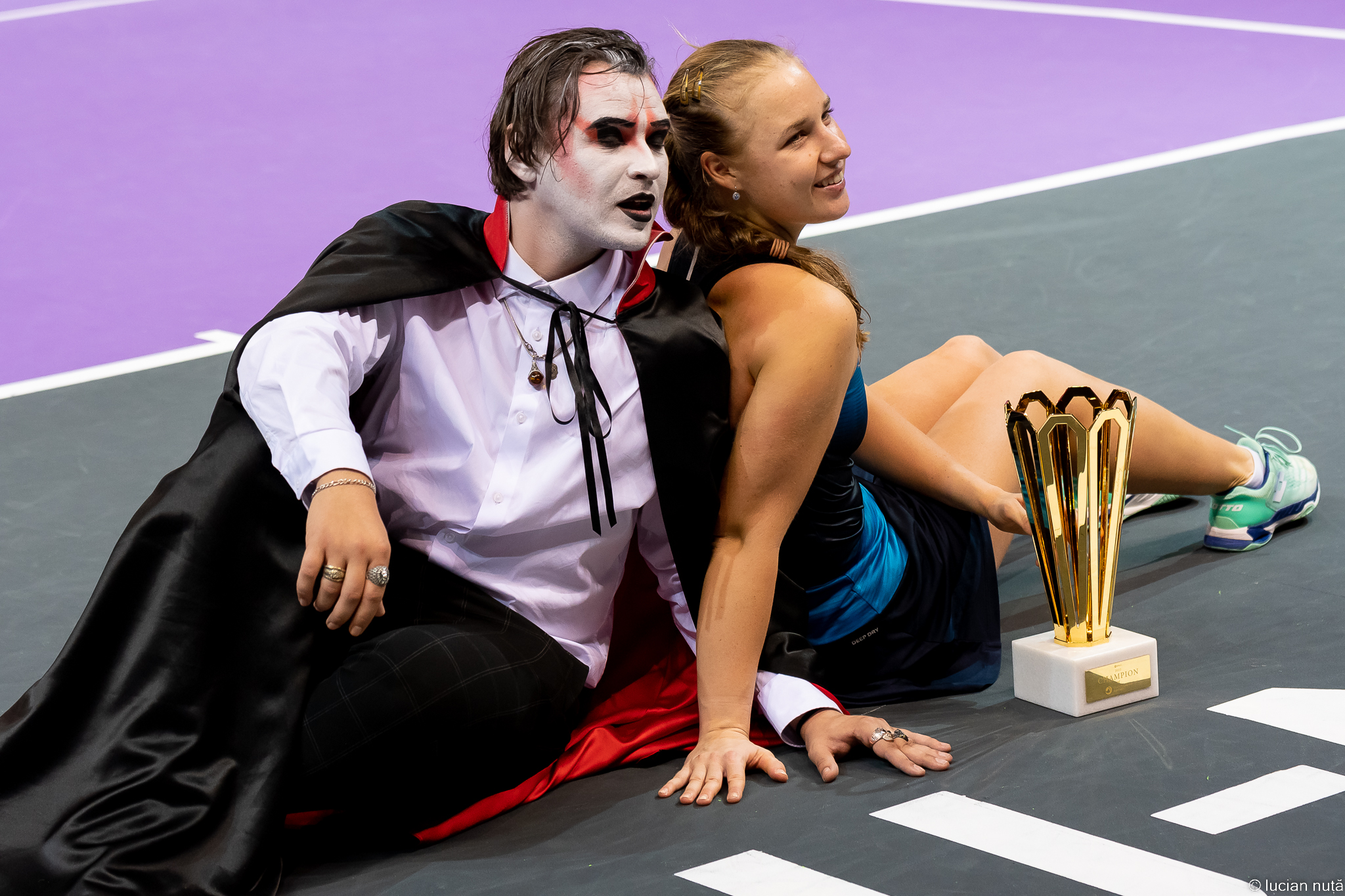
Postava Drákuly předávající trofeje, s Annou Blinkovovou